# Хама (мухафаза)
Хама е една от 14-те мухафази (области) на Сирия. Населението ѝ е 1 628 000 жители (по приблизителна оценка от декември 2011 г.). Намира се в часова зона UTC+2. Разделена е на 5 минтаки (околии). Основен език е арабският.